# Chata Sněžná
Horská chata Sněžná – obiekt noclegowy (górskie schronisko turystyczne) położone w Beskidzie Morawsko-Śląskim w Czechach. Budynek położony jest na wysokości 881 m n.p.m., na północnym stoku grzbietu granicznego, na południowy zachód od szczytu Korytové (882 m n.p.m.), w granicach administracyjnych Bílej.

## Historia i warunki
Chata stanowi były ośrodek rekreacyjny firmy PREFA z Bogumina. W 2018 roku przeszła remont kapitalny. Aktualnie oferuje 32 miejsca noclegowe w pokojach 3-6 osobowych. Węzły sanitarne znajdują się na korytarzu. Obiekt świadczy usługi gastronomiczne wyłącznie dla zamieszkujących w nim gości.

## Szlaki turystyczne
Powyżej chaty (grzbietem granicznym) przebiega  : Bílý Kříž (905 m n.p.m.) – Chata Sulov – Chata Doroťanka – Konečna – Bobek (871 m n.p.m.) – Korytové (882 m n.p.m.) – Chata Kmínek (SK) – Masarykova chata – Bumbálka (droga nr 35)